# Samuel Mohn
Samuel Mohn, född 1762, död 1815, var en tysk porslins- och glasmålare. Han var far till Gottlob Samuel Mohn.
Samuel Mohn arbetade först som hausmaler på porslin men övergick 1806 till glasmåleri, där introducerade måleri med transparenta emaljfärger. Från 1809 var han verksam i Dresden. Samuel Mohn dekorerade främst cylindriska bägare med stadsvyer, landskap, allegorier, deviser med mera. Vanligen försågs de med en blomsterbård runt mynningen. Han målade även glasfönster.